# JQuery UI
jQuery UI(제이쿼리 UI)는 jQuery(자바스크립트 라이브러리), 종속형 시트(CSS), HTML로 구현된 GUI 위젯, 애니메이션 시각 효과, 테마의 묶음이다. 자바스크립트 애널리틱스 서비스 Libscore에 따르면 jQuery UI는 상위 100만 개의 웹사이트 중 197,000곳 이상에서 이용되며 2번째로 유명한 자바스크립트 라이브러리로 분석되었다. 저명한 사용처는 핀터레스트, 페이팔, IMDb, 허핑턴 포스트, 넷플릭스가 포함된다.
jQuery와 jQuery UI 둘 다 MIT 허가서를 통해 jQuery 재단에 의해 배급되는 자유-오픈 소스 소프트웨어이다. jQuery UI는 2007년 9월 처음 게시되었다.

## 기능
1.11.4 릴리스 기준:

### 상호작용
Draggable,
Droppable,
Resizable,
Selectable,
Sortable

### 위젯
jQuery UI의 위젯들 모두 테마 매커니즘을 사용하여 테마를 입힐 수 있다.
- Accordion – Accordion 컨테이너
- Autocomplete – 사용자가 입력한 것에 기반한 자동 완성 상자
- Button – 강화된 버튼 모습, 라디오 버튼과 체크상자를 푸시 버튼으로 변환
- Datepicker – 고급 날짜 선택기
- Dialog  – 쉽게 견고하게 다른 콘텐츠 최상위에 대화 상자 표시
- Menu  – 메뉴 표시
- Progressbar  – 상태 표시줄 (애니메이션 있음/없음 모두)
- Selectmenu  – 네이티브 컨트롤의 제한을 극복하기 위한, 네이티브 HTML 셀렉트 요소의 복제 및 확장
- Slider – 완전한 맞춤식 슬라이더
- Spinner – 넘퍼 스피너 표시
- Tabs – 탭 사용자 인터페이스 관리 (인라인 / 요청 시 로드 콘텐츠 포함)
- Tooltip – 툴팁 표시

### 효과
- Color Animation – 한 색에서 다른 색으로 전환하는 애니메이션
- Toggle Class, Add Class, Remove Class, Switch Class – 한 스타일에서 다른 스타일로 전환하는 애니메이션
- Effect – 다양한 효과 (appear, slide-down, explode, fade-in, 등)
- Toggle – 효과를 켜거나 끄는 것을 토글 처리
- Hide, Show - 상기 효과를 사용하여 숨기거나 표시

### 유틸리티
- Position  – 다른 요소의 위치에 상대적으로 요소의 위치 설정 (정렬)
- Widget Factory  – 모든 jQuery UI 위젯과 동일한 추상화를 사용하여, 상태를 저장하는(stateful) jQuery 플러그인 생성

## 예제
```
// Make the element with id "draggable" draggable

$
(
function
 
()
 
{

	
$
(
"#draggable"
).
draggable
();

});

```

```
<
div
 
id
=
"draggable"
>

	
<
p
>
Drag me around
</
p
>

</
div
>

```

이를 통해 ID "draggable"의 div가 사용자의 마우스에 의해 드래그가 가능해지게 된다.

## 출시 역사
jQuery UI는 2007년 9월 17일에 시작되었다.
| 출시일           | 버전 번호            | JQuery 의존성 | 참고                        |
| ---------------- | -------------------- | ------------- | --------------------------- |
| 2007년 9월 17일  |                      | 1.2.1+        | 초기 릴리스                 |
| 2008년 6월 8일   | 1.5                  |               |                             |
| 2009년 4월 16일  | 1.6                  | 1.2.6+        | jQuery 1.2.6의 호환 릴리스. |
| 2009년 3월 3일   | 1.7                  | 1.3.2+        |                             |
| 2010년 3월 18일  | 1.8                  | 1.3.2+        |                             |
| 2011년 1월 19일  | 1.8.9                | 1.3.2+        |                             |
| 2011년 2월 22일  | 1.8.10               | 1.3.2+        |                             |
| 2011년 3월 15일  | 1.8.11               | 1.3.2+        |                             |
| 2011년 4월 13일  | 1.8.12               | 1.3.2+        |                             |
| 2011년 5월 12일  | 1.8.13               | 1.3.2+        |                             |
| 2011년 6월 17일  | 1.8.14               | 1.3.2+        |                             |
| 2011년 8월 1일   | 1.8.15               | 1.3.2+        |                             |
| 2011년 8월 15일  | 1.8.16               | 1.3.2+        |                             |
| 2012년 1월 10일  | 1.8.17               | 1.3.2+        |                             |
| 2012년 2월 20일  | 1.8.18               | 1.3.2+        |                             |
| 2012년 4월 16일  | 1.8.19               | 1.3.2+        |                             |
| 2012년 4월 30일  | 1.8.20               | 1.3.2+        |                             |
| 2012년 6월 5일   | 1.8.21               | 1.3.2+        |                             |
| 2012년 7월 24일  | 1.8.22               | 1.3.2+        |                             |
| 2012년 8월 15일  | 1.8.23               | 1.3.2+        |                             |
| 2012년 9월 28일  | 1.8.24               | 1.3.2+        |                             |
| 2012년 10월 8일  | 1.9.0                | 1.6+          |                             |
| 2012년 10월 25일 | 1.9.1                | 1.6+          |                             |
| 2012년 11월 23일 | 1.9.2                | 1.6+          |                             |
| 2013년 1월 17일  | 1.10.0               | 1.6+          | IE6 지원 중단               |
| 2013년 2월 15일  | 1.10.1               | 1.6+          |                             |
| 2013년 3월 14일  | 1.10.2               | 1.6+          |                             |
| 2013년 5월 3일   | 1.10.3               | 1.6+          |                             |
| 2014년 1월 17일  | 1.10.4               | 1.6+          |                             |
| 2014년 4월 25일  | 1.11.0-beta.1        | 1.6+          | IE7 지원 중단               |
| 2014년 5월 23일  | 1.11.0-beta.2        | 1.6+          |                             |
| 2014년 6월 26일  | 1.11.0               | 1.6+          |                             |
| 2014년 8월 13일  | 1.11.1               | 1.6+          |                             |
| 2014년 10월 16일 | 1.11.2               | 1.6+          |                             |
| 2015년 2월 12일  | 1.11.3               | 1.6+          |                             |
| 2015년 3월 11일  | 1.11.4               | 1.6+          |                             |
| 2016년 1월 26일  | 1.12.0-beta.1        | 1.7+          | IE8, IE9, IE10 지원 중단    |
| 2016년 3월 17일  | 1.12.0-rc.1          | 1.7+          |                             |
| 2016년 4월 21일  | 1.12.0-rc.2          | 1.7+          |                             |
| 2016년 7월 8일   | 1.12.0 (unannounced) | 1.7+          |                             |
| 2016년 9월 14일  | 1.12.1               | 1.7+          |                             |

## 같이 보기
- 자바스크립트 프레임워크
- 자바스크립트 라이브러리

## 참고 자료
- Sarrion, Eric (2012년 3월 24일). 《jQuery UI》 1판. 오라일리 미디어. 244쪽. ISBN 978-1449316990.
- Wellman, Dan (2011년 8월 23일). 《jQuery UI 1.8: The User Interface Library for jQuery》 1판. en:Packt Publishing. 424쪽. ISBN 978-1849516525. 2014년 6월 28일에 원본 문서에서 보존된 문서. 2019년 4월 19일에 확인함.
- de Jonge, Adriaan, Dutson, Phillip (2012년 11월 2일). 《jQuery, jQuery UI, and jQuery Mobile: Recipes and Examples》 1판. en:Addison-Wesley Professional. 400쪽. ISBN 978-0-321-82208-6.